# アクリル酸2-ジメチルアミノエチル
アクリル酸2-ジメチルアミノエチル（アクリルさん2-ジメチルアミノエチル、2-dimethylaminoethyl acrylateまたはDMAEA）は、第3級アミノ基を持った不飽和カルボン酸エステルである。無色から黄色の水に可溶の液体で、刺激性のアミン様の匂いがある。DMAEAは、共重合体に基本的な特性を与える重要なアクリルモノマーである。

## 調製
アクリル酸2-ジメチルアミノエチルは、アクリル酸メチル (R= -CH3)またはアクリル酸エチル (R= -CH2-CH3) と2-ジメチルアミノエタノールとのエステル交換生成される。この反応は、スズ化合物（例えばスタノキサン類）またはチタン化合物（例えばオルトチタン酸テトライソプロピル）のような酸触媒の存在のもとで進行する。95%以上の収率が達成できる。
反応中は、出発物質と生成物が重合しやすいため、フェノチアジンなどの重合防止剤の存在が必要である。アクリル酸エチルを反応物として使用すると、エタノールが生成される。これは、アクリル酸エチルとともに、エタノール/アクリル酸エチル72.7:26.3の組成の共沸混合物を形成し、大気圧下で77.5 °Cで沸騰する。高い反応収率を達成するために、エタノールは反応混合物から蒸留除去される。生成物を真空蒸留によって精製し、約1,000 ppmの4-メトキシフェノール (MEHQ) で安定化する。

## 性質
アクリル酸2-ジメチルアミノエチルは、無色からわずかに黄色の透明液体で、刺激性のアミン様の匂いがある。水に可溶で、塩基と反応して速やかに加水分解してアクリル酸とジメチルアミノエタノールになる。空気と発火性混合物を形成する可能性がある。DMAEAは、高温、光照射時、およびフリーラジカル開始剤の存在下で自発的に重合する傾向がある。したがって、適切な安定剤を加え、乾燥した涼しい場所 (< 25 °C) に保管する必要がある。DMAEAは吸入毒性が高いため、非常に毒性がある。 

## 使用
アクリル酸2-ジメチルアミノエチルは、塩基性の官能基を持ったアクリルエステルである。したがって、付加反応ではα,β-不飽和カルボニル化合物として、マイケル付加では求核試薬として反応する。
アクリル酸2-ジメチルアミノエチルは、反応性モノマーとしてホモポリマーを形成する。また、以下のものと共重合体を形成する: アクリル酸およびアクリル酸塩、アミドおよびエステル、ならびにメタクリル酸エステル、アクリロニトリル、マレイン酸エステル、酢酸ビニル、クロロエテン（塩化ビニル）、1,1-ジクロロエチレン、スチレン、1,3-ブタジエン、不飽和ポリエステルおよび乾性油。 共重合体では、DMAEAは求核性、塩基性、水溶性、極性の負に帯電した基体への接着性、およびアクリル繊維の陰イオン染料による染色性を向上させる。このような共重合体は、樹脂や塗料、コーティング、接着剤、ヘアスプレーとして使用されている。 
DMAEAの最も重要な用途は、アルキル化剤（たとえば、クロロメタン、硫酸ジメチルまたは塩化ベンジル）による第4級アンモニウム塩への第4級化である。
最も重要な化合物は、塩化メチルとの反応生成物である[2-(アクリロイルオキシ)エチル]トリメチルアンモニウムクロリド (trimethylammonium ethyl acrylate chloride) である。それはすべてのアクリレートの中で最も顕著なカチオン特性を持ち、80%水溶液として取引されている。[2-(アクリロイルオキシ)エチル]トリメチルアンモニウムクロリドとアクリルアミドの共重合により、高分子量のカチオン性ポリアクリルアミドが得られる。これは、廃水浄化の凝固剤や凝集剤、製紙の保持剤や脱水剤として広く使用されている。